# Морской Бирючок (заказник)
Морско́й Бирючо́к — упразднённый государственный природный заказник регионального значения в Калмыкии. Заказник создан постановлением Совета министров Калмыцкой АССР от 9 февраля 1972 года № 62 «Об организации государственного заказника в Каспийском районе». Ликвидирован постановлением Правительства Республики Калмыкии от 22.08.2014 № 323. Положение о заказнике признано утратившим силу постановлением Правительства Республики Калмыкии от 8.4.2020 № 86 "О внесении изменений в постановление Правительства Республики Калмыкия от 8 апреля 2008 г. N 131 «Об утверждении Положений о государственных природных заказниках „Лесной“, „Чограйский“, „Каспийский“, „Осетинский“, „Морской Бирючок“, „Ханата“»".

## География
Заказник располагался в южной части Лаганского района Калмыкии на границе с Республикой Дагестан и занимал северо-западную часть прибрежной акватории Каспийского моря, включая остров Морской Бирючок, Кизлярский залив и Даргинский банк.
Колебания уровня Каспийского моря влияют на состояние прибрежных экосистем, остров Морской Бирючок периодически находится под водой.

## Почвы
Почвенный покров территории неоднороден. Здесь представлены почвы: луговые карбонатные супесчаные и песчаные, луговые засоленные супесчаные и песчаные, маршевые (иловато-глеевые), пески слабогумусированные, влажно-луговые песчаные, солончаки луговые среднесуглинистые. Разнообразие почв обусловлено колебаниями уровня Каспийского моря, глубиной и уровнем минерализации грунтовых вод.

## Цели и задачи
Заказник «Морской Бирючок» был создан для обеспечения круглогодичной охраны животных и улучшения среды их обитания и увеличения их численности.
Задачи заказника являлись:
- сохранение природных комплексов в естественном состоянии;
- сохранение, воспроизводство и восстановление природных ресурсов:
- обеспечение установленного режима охраны редких видов животных и птиц;
- поддержание экологического баланса;
- содействие в проведении научно-исследовательских работ без нарушения установленного режима заказника;
- пропаганда среди населения задач охраны окружающей среды, рационального использования и воспроизводства природных ресурсов.

## Растительный и животный мир
Побережье Каспийского моря и остров Морской Бирючок заняты тростниково-рогозовыми плавнями. Данная территория — место гнездования водоплавающих и околоводных птиц, мигрирующих гусей, скопление линных и зимующих птиц. Сухопутная часть заказника, занятая песчаными белополынно-житняковыми степями, служит местом пролёта и, иногда, зимовки дрофы и стрепета.